# Nuclearia
Nuclearia és un gènere d'opistocont de l'ordre dels nucleàrids.
Inclou les següents espècies:
- Nuclearia delicatula[3]
- Nuclearia moebiusi
- Nuclearia pattersoni Dyková, Veverková, Fiala, Macháčková & Pecková, 2003[4]
- Nuclearia simplex
- Nuclearia thermophila[5]